# Трофімук-Кирилова Тетяна Михайлівна
Трофімук-Кирилова Тетяна Михайлівна (нар. 23 серпня 1986; Луків, Турійський район, Волинська область, УРСР) — український історик, викладач, кандидат історичних наук, доцент кафедри музеєзнавства, пам'яткознавства та інформаційно-аналітичної діяльності Волинського національного університету імені Лесі Українки.

## Життєпис
У 2004 році із срібною медаллю закінчила Луківську ЗОШ І–ІІІ ступенів. У 2009 році, після п'яти років навчання, з відзнакою закінчила історичний факультет Волинського національного університету імені Лесі Українки за спеціальністю «Історія» та здобула кваліфікацію «Магістр історії».
З 2009 року навчалася в аспірантурі Волинського національного університету імені Лесі Українки без відриву від виробництва за спеціальністю 07.00.01 — історія України.
У 2012 році захистила дисертацію на здобуття наукового ступеню кандидата історичних наук на тему: «Рекрутська повинність єврейського населення у 1827—1874 років (на матеріалах Волинської губернії)». Науковий керівник: кандидат історичних наук, доцент Карліна Оксана Миколаївна.
З 2009 по 2013 роках працювала лаборантом кафедри документознавства і музейної справи ВНУ імені Лесі Українки (з червня 2020 р. перейменовано на кафедру музеєзнавства, пам'яткознавства та інформаційно-аналітичної діяльності). Впродовж 2010—2013 роках за сумісництвом працювала асистентом цієї ж кафедри, а з 2013 року — дотепер — у штаті на посадах асистента, старшого викладача, доцента.
Впродовж 2016—2017 років — навчалася на юридичному факультеті Тернопільського національного економічного університету за спеціальністю «Інформаційна, бібліотечна та архівна справа» та здобула кваліфікацію «Спеціаліст з інформаційної, бібліотечної та архівної справи».
У 2018 році отримала вчене звання доцента.

## Професійні відзнаки, нагороди, членство в організаціях
Нагороди, відзнаки
2016 рік — подяка Луцького міського голови
2013 рік — подяка ректора Східноєвропейського національного університету імені Лесі Українки
Членство в організаціях і товариствах
З 2018 року — дотепер — член Спілки архівістів України
З 2018 року — дотепер — член Українського товариства охорони пам'яток історії та культури
З 2016 року — дотепер — керівник екскурсійного бюро факультету історії, політології та національної безпеки

## Наукові інтереси
юдаїка, історичне краєзнавство, історія та практика екскурсійної і туристичної діяльності, музейна справа, етика ділового спілкування.

Персональні профілі:
- Google Scholar [1]
- ORCID ID [2]
- НАУКОВЦІ УКРАЇНИ [3]

## Вибрані праці
1. Правові підстави уникнення натуральної рекрутської повинності у Російській імперії (на матеріалах єврейських громад Волинської губернії. Науковий вісник Волинського національного університету імені Лесі Українки. Історичні науки. Луцьк, 2012. Вип. 10. С. 85–90.
2. Трофімук Т. М. Рекрутська повинність єврейського населення у 1827—1874 рр. (на матеріалах Волинської губернії): автореф. дис. канд. іст. наук : 07.00.01 ; Волин. нац. ун-т ім. Лесі Українки. Луцьк, 2012. 20 с.
3. Трофімук Т. М., Чибирак С. В. Підготовка студентів спеціальності «Музейна справа та охорона пам'яток історії та культури»: з досвіду Східноєвропейського національного університету імені Лесі Українки. Проблеми музеєзнавства, збереження та відновлення історичної пам'яті (до 85-річчя харківської державної академії культури та 25-річчя відкриття першого в Україні музейного відділення ХДАК): матеріали Всеукр. наук.-теорет. конф., 14–15 травня 2014 р. Харків: ХДАК, 2014. С. 84–86.
4. Трофімук-Кирилова Т. М., Чибирак С. В. Культурно-мистецька та просвітянська діяльність бібліотеки-читальні в містечку Мацеїв Ковельського повіту Волинського воєводства (1920–1930-х рр.). Науковий вісник Східноєвропейського національного університету імені Лесі Українки. Історичні науки. Луцьк, 2016. Вип. 3. С. 115—120.
5. Трофімук-Кирилова Т. М., Дудай Т. В. Дефініція «інформаційне суспільство» у працях сучасних українських дослідників. Проблеми та перспективи розвитку науки на початку третього тисячоліття у країнах Європи та Азії : матеріали XXXV Міжнар. наук-практ. інтернет-конференції: збірник наукових праць. Переяслав-Хмельницький, 2017. С. 51–53.
6. Трофімук-Кирилова Т. М., Здрок Я. А. Роль музеїв у процесі соціокультурної реабілітації осіб із вадами зору: зарубіжний та вітчизняний досвід. Актуальные научные исследования в современном мире : материалы ХХХІ Международной научной конференции (26–27 ноября 2017 г., г. Переяслав-Хмельницкий): сборник научных трудов. Переяслав-Хмельницкий, 2017. Вып. 11 (31). Ч. 2. С. 117—122.
7. Трофімук-Кирилова Т. М., Здрок Я. А. Організація туристично-екскурсійного обслуговування осіб із вадами зору. Літопис Волині. Всеукраїнський науковий часопис. Луцьк, 2017. Ч. 18. С. 61–69.
8. Трофімук-Кирилова Т. М., Холодько М. В. Дефініція «Ділове спілкування» у працях сучасних дослідників. Наука і молодь в ХХІ сторіччі: збірник тез доповідей ІІІ Міжнародної молодіжної науково-практичної інтернет-конференції (1 грудня 2017 р., м. Полтава). Полтава: ПУЕТ, 2017. С. 48–51.
9. Трофімук-Кирилова Т. М., Потачало К. С. Особливості ділового спілкування з представниками Великої Британії під час ділових переговорів. Молода наука Волині: пріоритети та перспективи досліджень : матеріали ХІІ Міжнародної науково-практичної конференції аспірантів і студентів (15−16 травня 2018 р., м. Луцьк). Луцьк: Вежа-Друк, 2018. С. 449—452.
10. Кирилов М. А., Трофімук-Кирилова Т. М., Чибирак С. В. Комп'ютерне тестування у системі OpenTEST 2 як форма оцінювання знань та вмінь студентів спеціальності «Інформаційна, бібліотечна та архівна справа». Інформаційні технології і засоби навчання. 2018. Т. 64. № 2. С. 138—151 (Web of Science)
11. Трофімук-Кирилова Т. М. Культурно-освітня діяльність Ковельської повітової «Просвіти» імені Лесі Українки у другій половині 1920-х рр. (за діловодною документацією із Державного архіву Волинської області). Краєзнавство. Науковий журнал. 2019. № 4. С. 34–42.
12. Трофімук-Кирилова Т. М., Чибирак С. В. Інклюзивні практики в музейному просторі Волині. Концептуальні проблеми сучасної освіти : матеріали ХХІХ Міжнародної науково-практичної інтернет-конференції: тези доповідей. Івано-Франківськ, 15 квітня 2020 р. Ч. 2. Дніпро: ГО «НОК», 2020. С. 60–66.
13. Чибирак С. В., Трофімук-Кирилова Т. М. і Кирилов М. А. 2021. Досвід використання комп'ютерних ігор у підготовці майбутніх фахівців спеціальності «Музеєзнавство, пам'яткознавство». Інформаційні технології і засоби навчання. 2021. № 3 (83.) С. 301—313 (Web of Science).
14. Трофімук-Кирилова Т., Гуменна О. Робота бібліотек в умовах пандемії COVID-19: нові підходи до надання бібліотечно-інформаційних послуг (на прикладі Володимир-Волинської міської бібліотеки для дорослих). Актуальні проблеми сучасної освіти та науки в контексті євроінтеграційного поступу : матеріали доп. учасн. VII Міжнар. наук.-практ. конф. (м. Луцьк, 20 трав. 2021 р.) / упоряд.: О. І. Бундак, Т. Й. Жалко. Н. Г. Конон. Луцьк: ЛІРоЛ, 2021. С. 321—324
15. Трофімук-Кирилова Т., Карпюк А. Популяризація туристичних та екскурсійних об'єктів релігійного туризму у Луцькій територіальній громаді. Міжрелігійний діалог та його вплив на суспільство, політику, бізнес, культуру: зб. матеріалів міжнародної наукової конференції, Тернопіль, 13 жовтня 2021 р. / під заг.ред.: О. Є. Гомотюк. Тернопіль: ФОП Осадца Ю. В., 2021. С. 234—239.
16. Музейно-екскурсійна навчальна практика: програма та методичні рекомендації до її проведення. Луцьк: Вежа-Друк, 2017. 44 с.
17. Теорія та практика референтської та офісної діяльності: методичні рекомендації для підготовки до самостійної роботи та виконання індивідуального завдання з нормативної навчальної дисципліни для студентів напряму підготовки 6.020105 «Документознавство та інформаційна діяльність». Луцьк: Вежа-Друк, 2018. 24 с.
18. Етика ділового спілкування: програма і методичні рекомендації для підготовки до тем з вибіркової навчальної дисципліни для студентів спеціальності 029 «Інформаційна, бібліотечна та архівна справа». Луцьк: Вежа-Друк, 2018. 24 с.
19. Туристичні ресурси України: програма і методичні рекомендації з вибіркової навчальної дисципліни. Луцьк: Вежа-Друк, 2018. 40 с.
20. Документаційне забезпечення управління. Тестові завдання для самоконтролю: навч. посібн. / [Л. Р. Качковська, В. В. Петрович, С. В. Чибирак, Т. М. Трофімук-Кирилова та ін.]; уклад. О. Б. Герасимчук. Луцьк, 2021. 244 с. (Посібники та підручники ВНУ імені Лесі Українки).